# Tractopelle

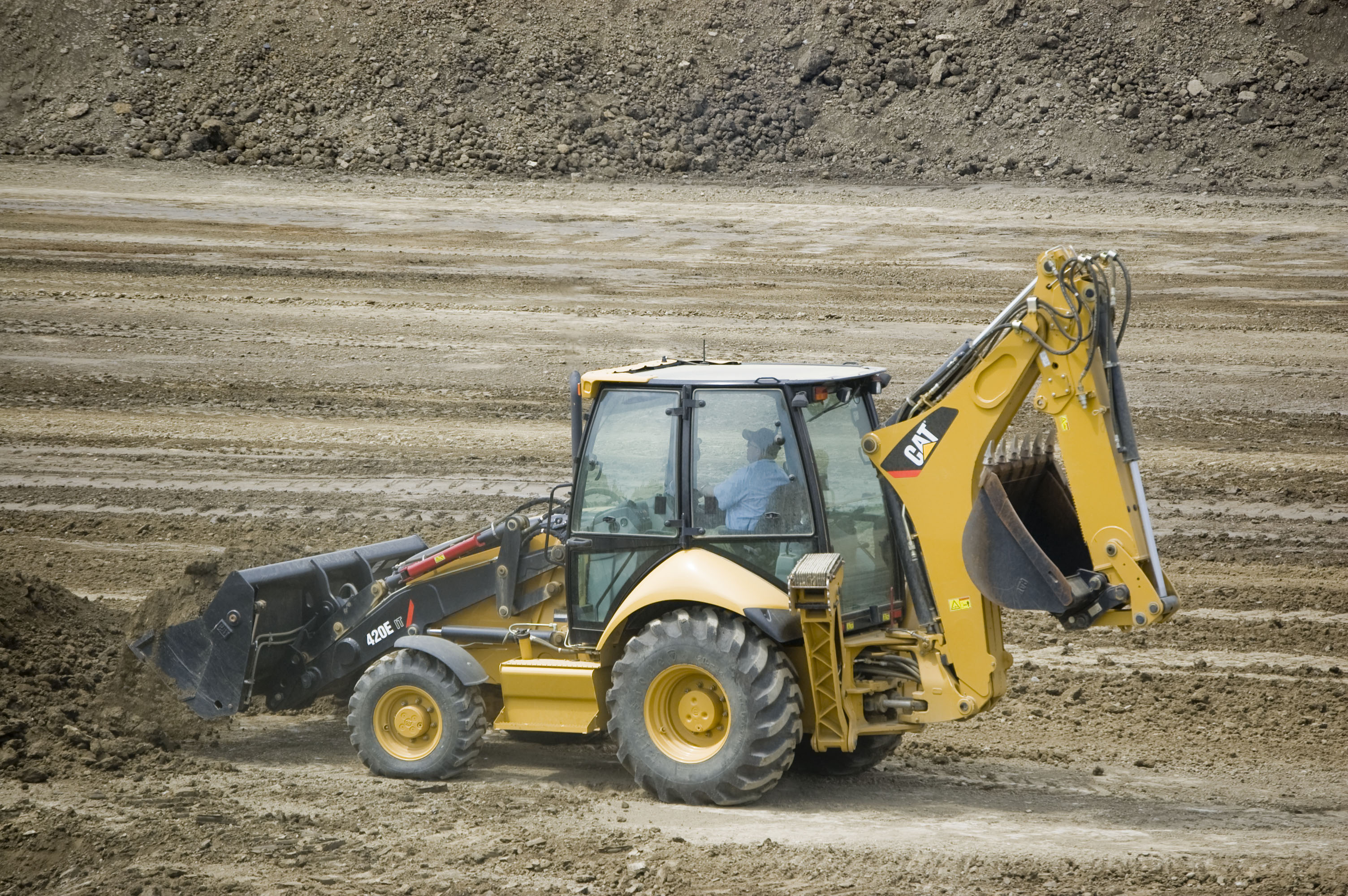
Caterpillar 420 E au travail en chargeur, 2008.

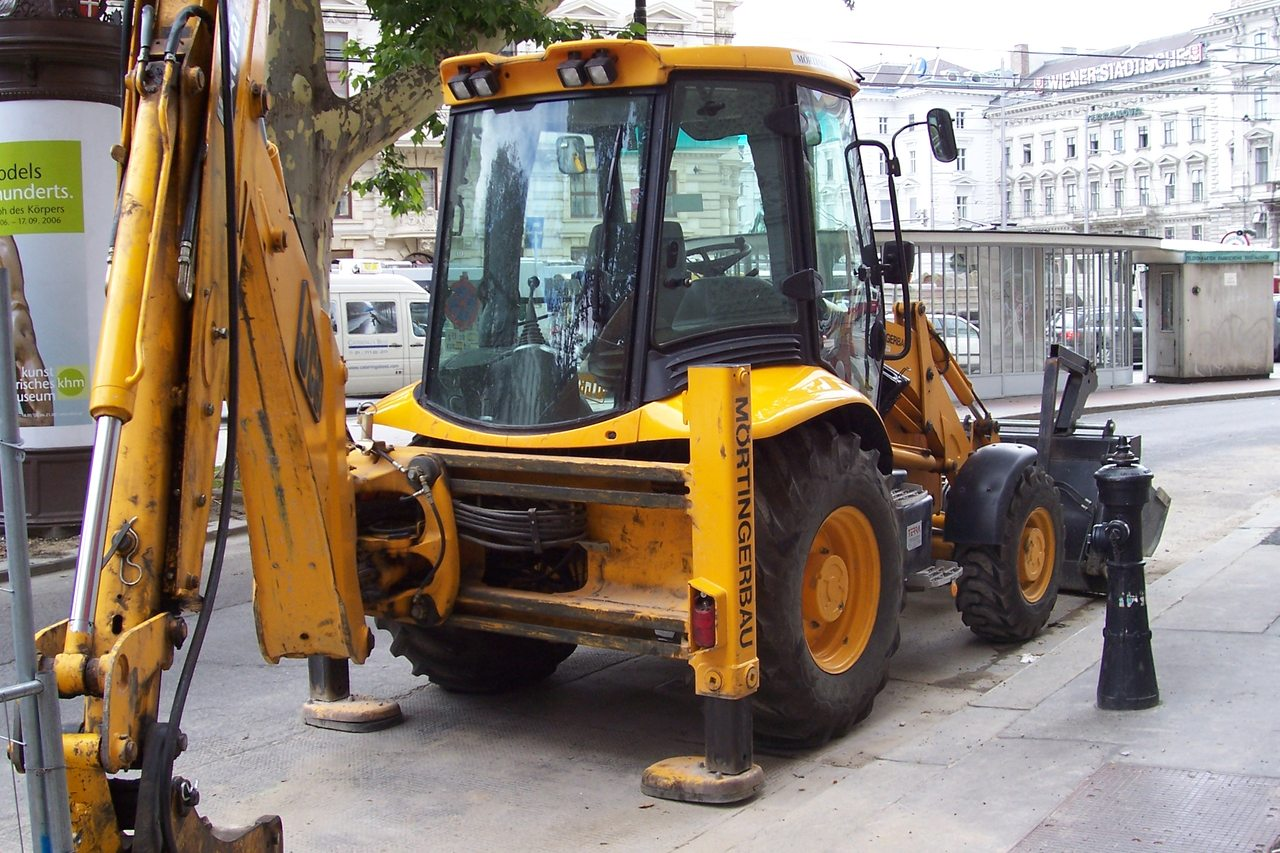
Tractopelle JCB 3CX à pelle rétro déportable. Elle est ici déportée et les béquilles sont sorties,

Une chargeuse pelleteuse ou un ou une tractopelle, selon l'usage professionnel français courant est un engin de génie civil combinant un chargeur sur pneus et une pelleteuse. La pelle, de petite taille, est surtout destinée à des travaux légers (creusement de tranchées, engin d'appui sur tous chantiers ou en agriculture pour des travaux très diversifiés). C'est au départ l'adaptation d'un chargeur hydraulique sur un tracteur agricole mais aujourd'hui les tractopelles sont souvent construits sur la base de châssis « travaux publics » polyvalents.

## Terminologie
Tractopelle figure dans le Dictionnaire de l'Académie française depuis la 9ème édition comme un nom féminin ou masculin. L'usage professionnel courant étant « un tractopelle ».
Cet engin est aussi appelé chargeuse-pelleteuse, au Québec ou dans le répertoire normatif français (AFNOR), ou rétrocaveuse et pelle rétro si l'on considère principalement la pelleteuse. Au Québec, on utilise aussi couramment le nom familier pépine, un onomastisme qui vient du nom commercial Pippin (Construction Equipment). En Suisse romande, on l'appelle aussi trax, une apocope de l'allemand traxcavator, lui-même emprunté à l'anglais.

## Historique
En 1947, Wain-Roy Corporation développe et teste ce nouveau type de matériel de construction qui, au XXe siècle avec l'ajout sur un tracteur à roues d'un chargeur frontal et d'une petite pelle arrière, est réalisé par JCB et baptisé « tractopelle ». En avril 1948, Wain-Roy Corporation vend les tout premiers équipements hydrauliques montés sur un tracteur Ford Modèle 8N à la société Connecticut Light and Power Company pour la somme de 705 US$.[réf. nécessaire]
C'est le constructeur Case qui a produit la première tractopelle intégrée où tous les composants ont été fabriqués et garantis par le même fabricant.

## Description
Une tractopelle combine les caractéristiques d'un chargeur sur pneus et d'une pelleteuse sur pneus en réduction. Si le chargeur frontal est équivalent à celui d'un chargeur sur pneus en modèle réduit, la pelle présente la particularité de n'être pas placée sur tourelle :
- la cabine ne suit pas le mouvement de la flèche, ce qui peut demander davantage d'attention de la part du conducteur,
- le poste de travail à la pelle est un poste inversé qui ne comprend généralement pas toutes les commandes de l'engin,Tractopelle en position de travail à la pelle rétro.

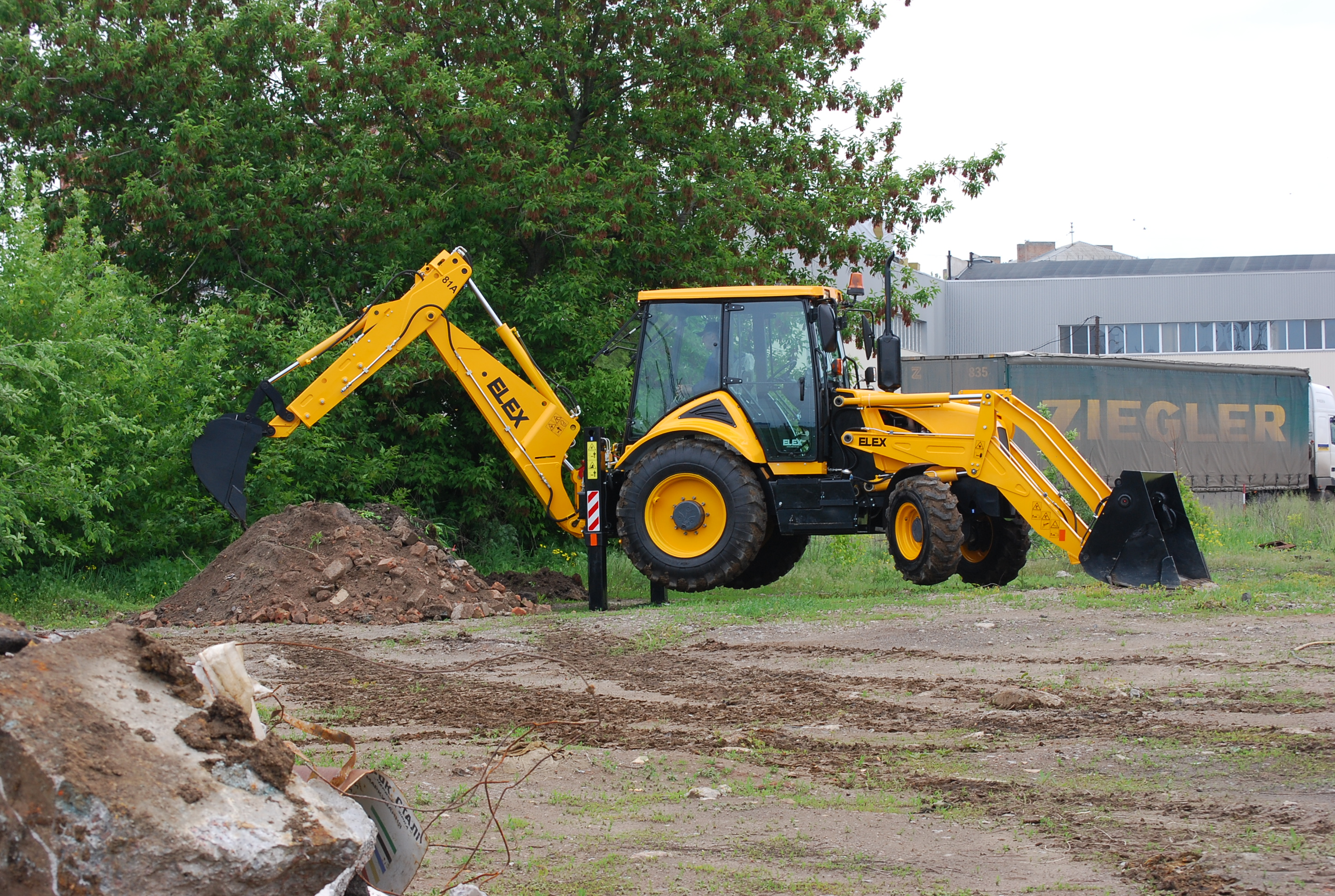
Tractopelle en position de travail à la pelle rétro.

- la pelle relativement petite ne pivote qu'à 180 degrés. Ce point est compensé sur certaines machines par la possibilité de déport latéral de la flèche, ce qui autorise un travail linéaire au ras d'un mur ou d'une limite de propriété,
- en terrain ordinaire, la tractopelle se déplace plus vite qu'une pelleteuse, ce qui est appréciable notamment en entretien de voirie ou de réseaux techniques.

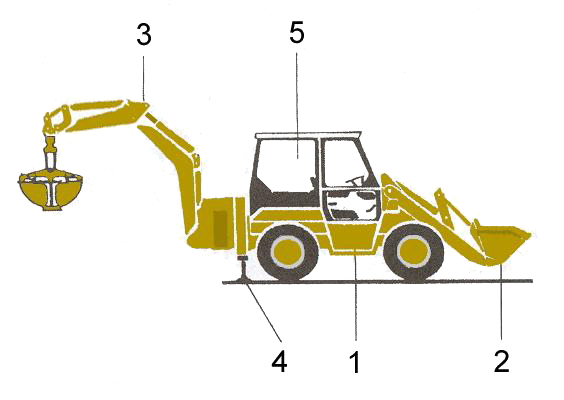
Schéma d'une tractopelle :
1) porte accès cabine ;
2) godet chargeur ;
3) flèche avec outil (ici une benne preneuse) ;
4) béquilles stabilisatrices ;
5) cabine avec poste de conduite principal et poste inversé.

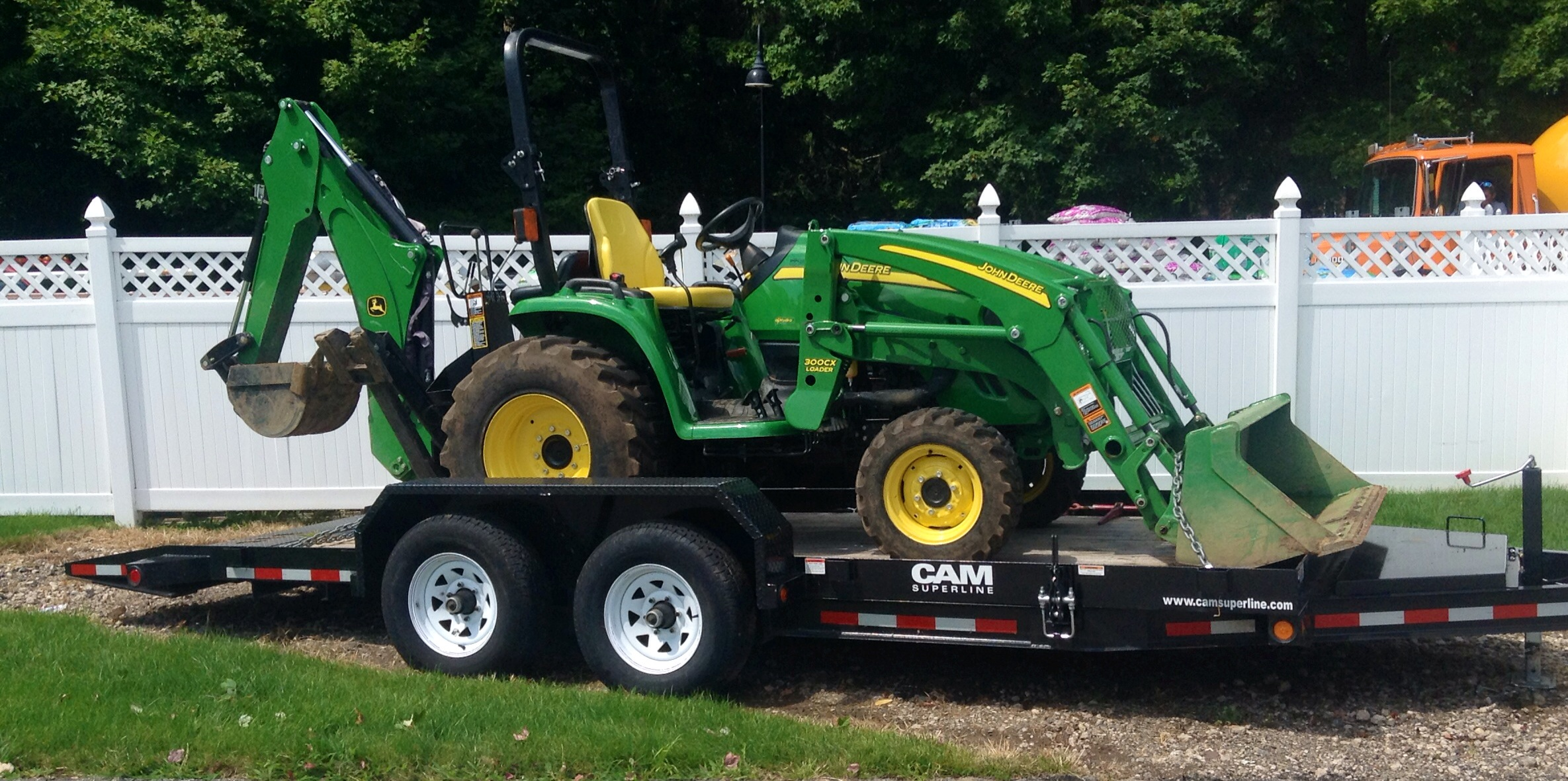
Équipement tractopelle sur un tracteur compact John Deere, à partir de 33ch.

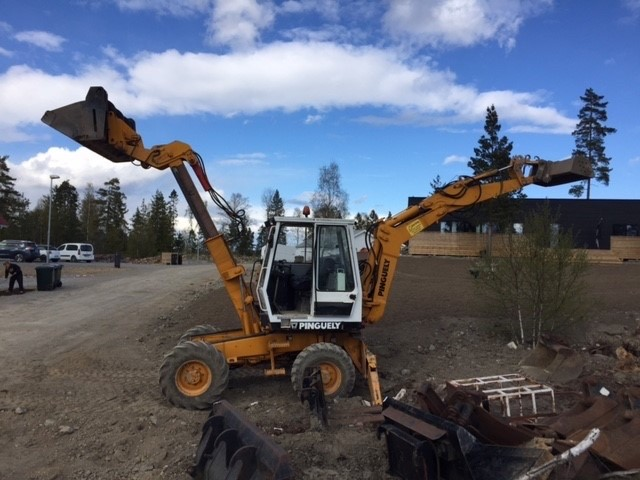
Équipement tractopelle sur une chargeuse sur pneus à mât télescopique Pinguely.

Le groupe motopropulseur au départ dérivé des tracteurs agricoles est aujourd'hui un ensemble spécialisé, Les chassis rigides à quatre roues motrices égales deviennent plus fréquents ; les chassis articulés plus maniables sont parfois appréciés mais peuvent entraîner une stabilité moindre. Les tractopelles pèsent jusqu'à 12 t et disposent d'une puissance allant jusqu'à 150 chevaux (John Deere 710), c'est-à-dire bien moins qu'une chargeuse sur pneus moyenne. Il existe des microtractopelles dérivées des microtracteurs.
Pour la description de la fléche et de ses accessoires voir Pelle mécanique hydraulique#Équipements.

## Utilisation
Au travail comme chargeur la tractopelle se déplace aussi facilement qu'un chargeur sur pneus. Pour travailler en pelleteuse, le conducteur se place sur le poste inversé, sort les béquilles, appuie le godet avant au sol et place de préférence l'engin en position horizontale, l'engin perd alors temporairement sa mobilité, contrairement à une pelle sur chenilles.
La tractopelle peut recevoir en gros les mêmes godets et outils que les chargeurs (Chargeur sur pneus#Outillage) et pelleteuses. Elle trouve son utilité comme engin polyvalent sur les petits chantiers de terrassement, démolition, construction, entretien ou comme engin d'appui sur les grands chantiers. Son intérêt a cependant diminué depuis l'apparition des minipelles, des chariots télescopiques et des minichargeurs et le développement de la location d'engins de chantier qui peuvent alors être spécialisés.

## Quelques fabricants
- Caterpillar
- CNH Global, filiale de Fiat détenant notamment :
  - Case IH
  - Fiat-Hitachi
  - New Holland
- Hidromek (Turquie)
- Hydrema (en) (Danemark)
- JCB (Royaume-Uni)
- John Deere (entreprise) (USA)
- Komatsu (Japon)
- Mahindra & Mahindra (Inde)
- Manitou Group (France)
- Mecalac (France)
- Sanko (Turquie)
- Volvo Construction Equipment, filiale de Volvo